# Trickle-down-Ökonomie
Die Trickle-down-Ökonomie (von englisch trickle down ‚nach unten rieseln‘; auch Trickle-Down-Theorie genannt) beschreibt die Überzeugung, dass der Wohlstand der Reichsten einer Gesellschaft nach und nach durch Konsum und Investitionen in die unteren Schichten der Gesellschaft durchrieseln und so zu Wirtschaftswachstum führen würde, von dem dann alle profitieren (Trickle-down-Effekt). Sie wird auch bezeichnet als Pferd-und-Spatz-Ökonomie (englisch Horse and Sparrow Economics) oder Pferdeäpfel-Theorie. Eine daraus abgeleitete Kernforderung der Anhänger dieser Überzeugung ist die finanzielle Entlastung der Wohlhabenden durch Steuersenkungen.
Die Bezeichnung Trickle down entstammt einem Scherz des US-amerikanischen Komikers Will Rogers. Der Ausdruck Trickle down theory wurde anlässlich einer Rede von David Stockman geprägt, Ronald Reagans Chefberater in Haushaltsfragen. Er setzte Angebotspolitik mit trickle down gleich. Obwohl das Konzept als „Theorie“ bekannt ist, handelt es sich nicht um eine Theorie im engeren Sinne aus den Wirtschaftswissenschaften, sondern um einen Begriff aus der wirtschaftspolitischen Praxis. Der dazugehörige Begriff Trickle-down-Ökonomie ist ein informeller Sammelbegriff für bestimmte wirtschaftspolitische Maßnahmen.
Diese Maßnahmen, die sich der Angebotspolitik zurechnen lassen, werden in der jüngeren Vergangenheit von Kritikern oft als Trickle-down-Ökonomie bezeichnet. Den Befürwortern von Angebotspolitik wird oft nachgesagt, diese Maßnahmen mit der Trickle-down-Theorie zu begründen. Befürworter von angebotspolitischen Maßnahmen hingegen lehnen den Begriff heute ab. Sie sind der Meinung, bei der Trickle-down-Theorie handele es sich lediglich um ein Strohmann-Argument, das nicht ihren tatsächlichen Überzeugungen entspreche. Es werde inzwischen ausschließlich von Kritikern verwendet, um Angebotspolitik zu karikieren.

## Geschichte
Ansätze zur Idee der Angebotspolitik finden sich schon im Werk Der Wohlstand der Nationen von Adam Smith aus dem Jahr 1776: 

„Es ist die große Vermehrung der Produktion in allen möglichen Sparten als Folge der Arbeitsteilung, die in einer gut regierten Gesellschaft jenen universellen Reichtum verursacht, der sich bis zu den niedrigsten Bevölkerungsständen verbreitet.“

Nach dieser Auslegung wird die staatliche Lenkung von der gut regierten Gesellschaft durch Märkte als Mittel der Ressourcenallokation ersetzt. Smith kritisierte den König und andere Vertreter des Staates nachdrücklich als ökonomische Akteure, die ihre Macht zur Durchsetzung ihrer eigenen Sonderinteressen benutzten, als Teil dessen, was er das merkantile System nannte.

Im Jahr 1896 beschrieb der demokratische Präsidentschaftskandidat William Jennings Bryan das Konzept in einer Rede mit der Metapher des „Lecks“ oder „Durchsickerns“ (prosperity will leak through on those below):
Es gibt zwei Vorstellungen von Regierung. Es gibt diejenigen, die glauben, dass, wenn sie nur Gesetze erlassen, um die Wohlhabenden erfolgreich zu machen, ihr Wohlstand auf die darunterliegenden durchsickern wird. Die demokratische Idee war, dass, wenn sie Gesetze erlassen, um die Massen zum Wohlstand zu bringen, ihr Wohlstand seinen Weg nach oben und durch jede Klasse hindurchfinden wird, die darauf beruht.
Unter verschiedenen anderen Namen wurde diese Vorstellung viele Dekaden vertreten, besonders in den USA der 1920er Jahre, als es so schien, als ob das Laissez-faire für das Unternehmertum der Wirtschaft einen endlosen Boom von Investitionen und Wachstum bescheren würde. Die Vorstellung, dass die Spitze der ökonomischen Struktur Wachstum und Erträge produzierte, wurde durch Andrew Mellon, Finanzminister unter drei US-Präsidenten, als „Mellon-Plan“ bekannt. Mellon argumentierte, dass eine Senkung der Steuersätze für Spitzenverdiener die Steuervermeidung minimieren und sich nicht negativ auf die Staatseinnahmen auswirken würde, da dies zu einem größeren Wirtschaftswachstum führen würde. Es würde daher dem Staat letztlich mehr Steuereinnahmen bescheren. In den 1920er Jahren gehörte Mellon US-weit zu den höchsten Zahlern einer Einkommenssteuer nach John Rockefeller und Henry Ford.
Die Idee, dass die Weitergabe von Wohlstand nach unten in Form von höheren Löhnen weitergegeben würde, wurde unter anderem durch Henry Ford verbreitet und hatte ihre Grundlage in der damaligen Interpretation des Say’schen Theorems. Politische Gegner dieser Vorstellung bespöttelten sie auch als „Toryismus“ – in den Worten von Franklin Delano Roosevelt. Nicht wenige Wirtschaftshistoriker machen die entsprechende Politik mitverantwortlich für die 1929 einsetzende Weltwirtschaftskrise.

Einer der ersten, der die Metapher des „Trickle down“ gebrauchte, war der demokratische Humorist Will Rogers. Er deutete dabei gleichzeitig das Gegenteil, eine Trickle-up-Ökonomie, an. In einer Kolumne vom 26. November 1932 schrieb er:
Das Geld wurde [unter den Republikanern] vollständig für die Spitze verwendet, in der Hoffnung, dass es zu den Bedürftigen hinabrieselt. Mr Hoover war Ingenieur. Er wusste, dass Wasser herunterrieselt. Stelle es an den höchsten Punkt, lass es laufen und es wird auch die trockenste kleine Stelle erreichen. Aber er wusste nicht, ob Geld nach unten durchrieselt. Gebt es den Leuten unten und die Leute oben haben es sowieso, bevor der Tag vorüber ist. Aber es wird zumindest durch die Hände der armen Leute gegangen sein.
John Kenneth Galbraith wies darauf hin, dass man die Trickle-down-Theorie zu seiner Jugendzeit als horse and sparrow theory bezeichnete: „Wenn man einem Pferd genug Hafer gibt, wird auch etwas auf die Straße durchkommen, um die Spatzen zu füttern“, woher im Deutschen auch die Bezeichnung Pferdeäpfel-Theorie rührt. Seit etwa 1980 wurde Angebotspolitik durch die Chicagoer Schule wieder populärer in der New Right und prägte die Steuerpolitik von Regierungschefs und Staatsoberhäuptern wie Ronald Reagan, Margaret Thatcher oder jüngst Donald Trump.

## Trickle-up-Ökonomie
Der Ökonom J. A. Hobson entwickelte ab 1889 (und 1928 davon unabhängig auch William Trufant Foster und Waddill Catchings) die Idee, dass ein Mangel an Nachfrage für Wirtschaftskrisen verantwortlich sei, gebrauchte dafür aber den Ausdruck underconsumption (wörtl. etwa: Unternachfrage). Dies befand sich jedoch zu dieser Zeit außerhalb des wirtschaftswissenschaftlichen Mainstreams. 1936 belebte der britische Ökonom John Maynard Keynes jedoch in seinem Buch The General Theory of Employment, Interest and Money diese Sichtweise wieder. Er argumentierte, dass Kapital nicht durch Sparen geschaffen werde, sondern dadurch, dass Besitzer von Produktionsanlagen eine steigende Nachfrage nach ihren Produkten wahrnehmen. Wie Keynes schrieb: „[Kapital] wird nicht durch die Neigung zum Sparen geschaffen, sondern als Reaktion auf die Nachfrage, die sich aus dem tatsächlichen und voraussichtlichen Konsum ergibt.“ Entsprechend argumentierte er, Sparsamkeit sei kontraproduktiv für das Wachstum, da der Konsum sinke. Er nannte dies das „Paradox der Sparsamkeit“.
Mindestens seit Mitte der 1950er wurde der Gegenentwurf zur Trickle-down-Theorie als Trickle-up-Theorie und eine darauf beruhende Volkswirtschaft ab den 1980ern als Trickle-up-Ökonomie bezeichnet. Es gilt vereinfacht als Schlagwort für eine dezentralisierte Wirtschaft, in der Wohlstand in die Hände vieler verteilt wird. Im Zusammenhang mit der Obama-Administration wurde das entsprechende Konzept wieder aufgegriffen, aber dafür ebenso der Ausdruck Bottom-up-Ökonomie verwendet. Auch die Maßnahmen der Biden-Administration wurden als Trickle-up-Ökonomie bezeichnet.

## Als real praktizierte Wirtschaftspolitik

### Reaganomics
David Stockman sah die angebotsorientierte Wirtschaftspolitik als Teil einer langen Tradition der Ökonomie, wonach das Laissez-faire nicht nur jenen helfe, die gut im Markt platziert sind, sondern allen, auch den Ärmsten. Nach seinen Worten wäre es „in gewisser Weise schwierig [gewesen], Trickle-Down zu vermitteln, so dass die Formel von der Angebotsorientierung die einzige Möglichkeit bot, eine Steuerpolitik zu bekommen, die tatsächlich Trickle-Down ist. Angebotsorientierung ist Trickle-Down.“
Die Trickle-down-Ökonomie war ein hochpolitisch besetzter Gegenstand der Reagan-Regierung. Die Verwendung des Begriffs ließ seit den späten 1980er Jahren nach, obwohl das Programm zur Senkung der Grenzsteuersätze, zum Verkauf der Staatsanteile und zur Deregulierung weiterhin ein zentraler Programmpunkt der US-amerikanischen Republikanischen Partei war und ist.

### Deutschland
Eine Steuerentlastung für Reiche, wie sie auf Basis der Trickle-down-Ökonomie gefordert wird, wurde auch in Deutschland im Rahmen der so genannten Steuerreform 2000 durchgeführt. So kam eine Analyse des DIW zu dem Ergebnis, dass durch die Senkung von Spitzeneinkommensteuersatz und Unternehmensbesteuerung sowie der gleichzeitigen Erhöhung indirekter Steuern reiche Haushalte entlastet wurden: Im Durchschnitt über alle Einkommensgruppen stieg im Vergleich zwischen 1998 und 2015 die Steuerbelastung um 0,1 %, speziell für die obersten 10 % der Einkommen jedoch sank die Belastung um 2,3 %, für das Top 1 % der Einkommen sank sie um 4,8 %.
Von der deutschen Presse wurden Stammwähler der Union, aber auch deren Politiker wie Friedrich Merz als Anhänger der Trickle-down-Ökonomie bezeichnet.

### Wohnungsmarkt
Mit dem Sickereffekt (englisch: Filtering) wird ein analog zu allgemeineren Metaphern der Trickle-Down-Ökonomie argumentierender Effekt der Stadtentwicklung beschrieben. Demnach sorge der Neubau von Wohnraum zu einem Einzug wohlhabender Menschen, wodurch diese ihren bisherigen, günstigeren Wohnraum verließen. Die Folge sei eine Kette von Umzügen von Personen niedrigerer Einkommen in die jeweils freiwerdenden Häuser oder Wohnungen, durch den ein „Versorgungseffekt“ mit günstigerem Wohnraum erfolge.
Der Effekt basiert auf der Annahme sinkender Wohnpreise bei älteren Immobilien und ist auch durch entgegenlaufende Mechanismen wie Remanenzeffekt, erhöhte Wohnraumnachfrage bei zahlungskräftigen First Movern und steigende Preise bei Neuvermietung in der Regel bereits nach zwei Umzügen nicht mehr zu beobachten.

## Kritik
Namhafte Wirtschaftswissenschaftler bestreiten die Gültigkeit des Trickle-down-Effekts. Paul Krugman äußerte 2008: „Wir warten auf diesen Trickle-down-Effekt nun seit 30 Jahren – vergeblich.“ Ähnlich bezweifelte Joseph Stiglitz 2012, dass „[…] an der sogenannten Trickle-down-Theorie […] auch nur ein Quäntchen Wahrheit“ wäre.
Der Ökonom Thomas Sowell kritisiert die vorherrschende Sichtweise, wie sie von Will Rogers, John Kenneth Galbraith, Paul Krugman und der New York Times geäußert wurde, als Denken in einem Nullsummenspiel und als Karikatur der ursprünglichen Auffassung. Den Befürwortern von Steuersenkungen für Reiche sei es nie um einen nach unten sickernden Wohlstand gegangen und nie um die dem zugrunde liegende statische Perspektive. Die Befürworter zielten auf eine Verhaltensänderung ab. Niedrigere Steuern sollen die Zukunftsaussichten auf Gewinne verbessern und damit zu Investitionen anregen, die dann für mehr wirtschaftliche Aktivität und mehr Arbeitsplätze sorgen und so für ein höheres Steueraufkommen (Thomas Sowell: „Trickle Down“ Theory and „Tax Cuts for the Rich“, Hoover Institution Press Publication No. 635, Stanford 2012).
Der deutsche Wirtschaftswissenschaftler Marcel Fratzscher äußerte 2021, dass Trickle-down zu nichts führe außer höheren Schulden und weniger Wohlstand. Laut Achim Truger habe die Steuerpolitik der letzten 30 Jahre gezeigt, dass es zumindest für Deutschland keinen Trickle-down-Effekt gebe.
Am 1. November 2012 berichtete die New York Times, dass ein unabhängiger Bericht des Congressional Research Services über den Zusammenhang zwischen Steuern und Wirtschaft auf Druck der Republikanischen Partei zurückgezogen wurde. Der Bericht stellte die Prämisse, dass eine Senkung des Spitzensteuersatzes Wirtschaftswachstum und Arbeitsplatzschaffung stimuliere, grundsätzlich in Frage. Senatoren der Republikanischen Partei hätten demnach Bedenken über Methodik, Erkenntnisse, Formulierungen und andere angebliche Mängel des Berichts geäußert. Der demokratische Senator Charles Schumer wurde mit den Worten zitiert: „Das hat etwas von einer Bananenrepublik. Der Bericht gefiel ihnen nicht, aber anstatt ihn zu widerlegen, haben sie sie dazu gebracht, ihn zurückzuziehen.“ Berater des Kongresses und außenstehende Ökonomen sagten, sie seien sich nicht bewusst, dass es jemals zuvor derartige Anstrengungen gegeben hätte, eine Studie des wissenschaftlichen Dienstes durch Eingriffe der Politik zu diskreditieren.
2013 stellte Papst Franziskus in einem apostolischen Schreiben fest, dass die Trickle-down-Ökonomie ein „undifferenziertes, naives Vertrauen auf die Güte derer aus[drückt], die die wirtschaftliche Macht in Händen halten, wie auch auf die sakralisierten Mechanismen des herrschenden Wirtschaftssystems.“ (Evangelii Gaudium, Nr. 54)
Der Journalist Mark Schieritz kritisierte, das gewonnene Geld würde durch die Reichen nicht ausgegeben, „sondern auf dem Bankkonto deponiert oder an der Börse angelegt“. Die Trickle-down-Ökonomie verkläre das Anhäufen von Reichtümern durch Einzelne zur guten Tat und liefere damit die moralische Absicherung für die Gier an den Finanzmärkten.
Zu den Kritikern der Trickle-Down-Theorie gehört auch der ehemalige amerikanische Präsident Joe Biden, der sich bei seiner State of the Union Rede für mehr Umverteilung aussprach.
Vertreter des Center for American Progress gehen von einer kontraproduktiven Wirkung der politischen Maßnahmen aus, die auf der Trickle-Down-Ökonomie beruhen. Demnach werden die finanziellen Mittel, die durch Steuersenkungen für Reiche frei werden, von diesen nicht für Konsum genutzt oder in Produktionsmittel investiert. Sie würden vielmehr gespart, für Kapitalanlagen genutzt oder in Steuerparadiese überführt. Dies sorge für eine höhere Ungleichheit in einer Gesellschaft und einem Mangel an finanziellen Mitteln in mittleren und unteren Einkommensschichten. Dieser finanzielle Mangel senke die Nachfrage und damit letztlich auch das Wirtschaftswachstum.

## Empirische Befunde
Wenn massive Anteile des Einkommens einer Nation in den Händen einiger Weniger konzentriert sind, leidet das gesamtwirtschaftliche Wachstum. Eine Studie des Internationalen Währungsfonds aus dem Jahr 2015 ergab, dass, „wenn der Einkommensanteil der obersten 20 % (der Reichen) steigt, das BIP-Wachstum mittelfristig tatsächlich abnimmt, was darauf hindeutet, dass Gewinne nicht nach unten durchsickern“, während „eine Zunahme des Einkommensanteils der unteren 20 % (der Armen) mit einem höheren BIP-Wachstum verbunden ist.“